# بخش شارون (شهرستان مدینه، اوهایو)
بخش شارون (به انگلیسی: Sharon Township) یک منطقهٔ مسکونی در ایالات متحده آمریکا است که در شهرستان مدینا، اوهایو واقع شده‌است.
 بخش شارون ۶۷٫۵ کیلومتر مربع مساحت و ۴٬۲۴۴ نفر جمعیت دارد و ۳۱۷ متر بالاتر از سطح دریا واقع شده‌است.